# Vezérlőelem

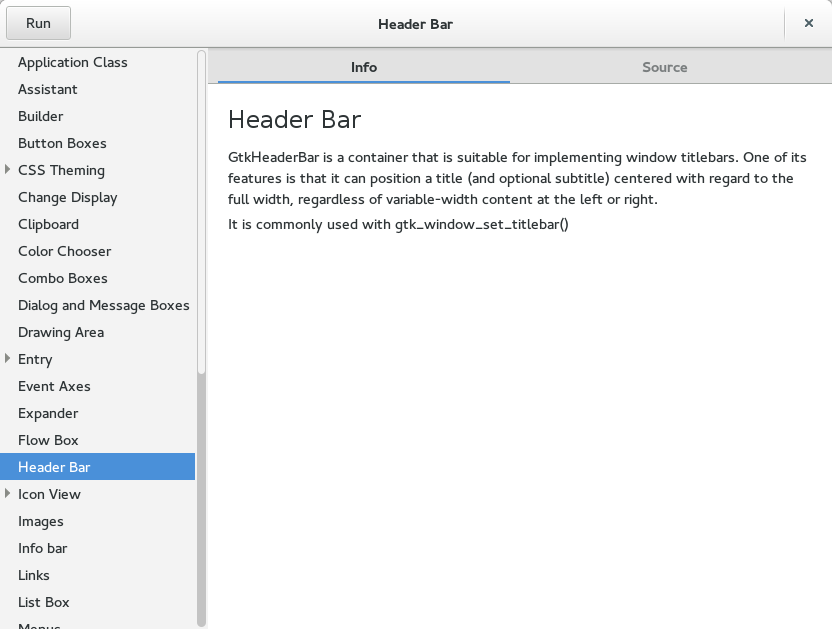
gtk3-demo kiállítja GTK+ verzió 3-ban létező vezérlőelemeket.

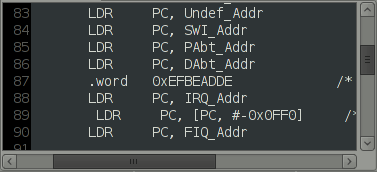
görgetősáv

A vezérlőelem (angol UI widget) egy grafikus felhasználói felülethez tartalmazó interakciós elem, mint például a gomb, vagy a vízszintes görgetősáv.